# خبز البخار

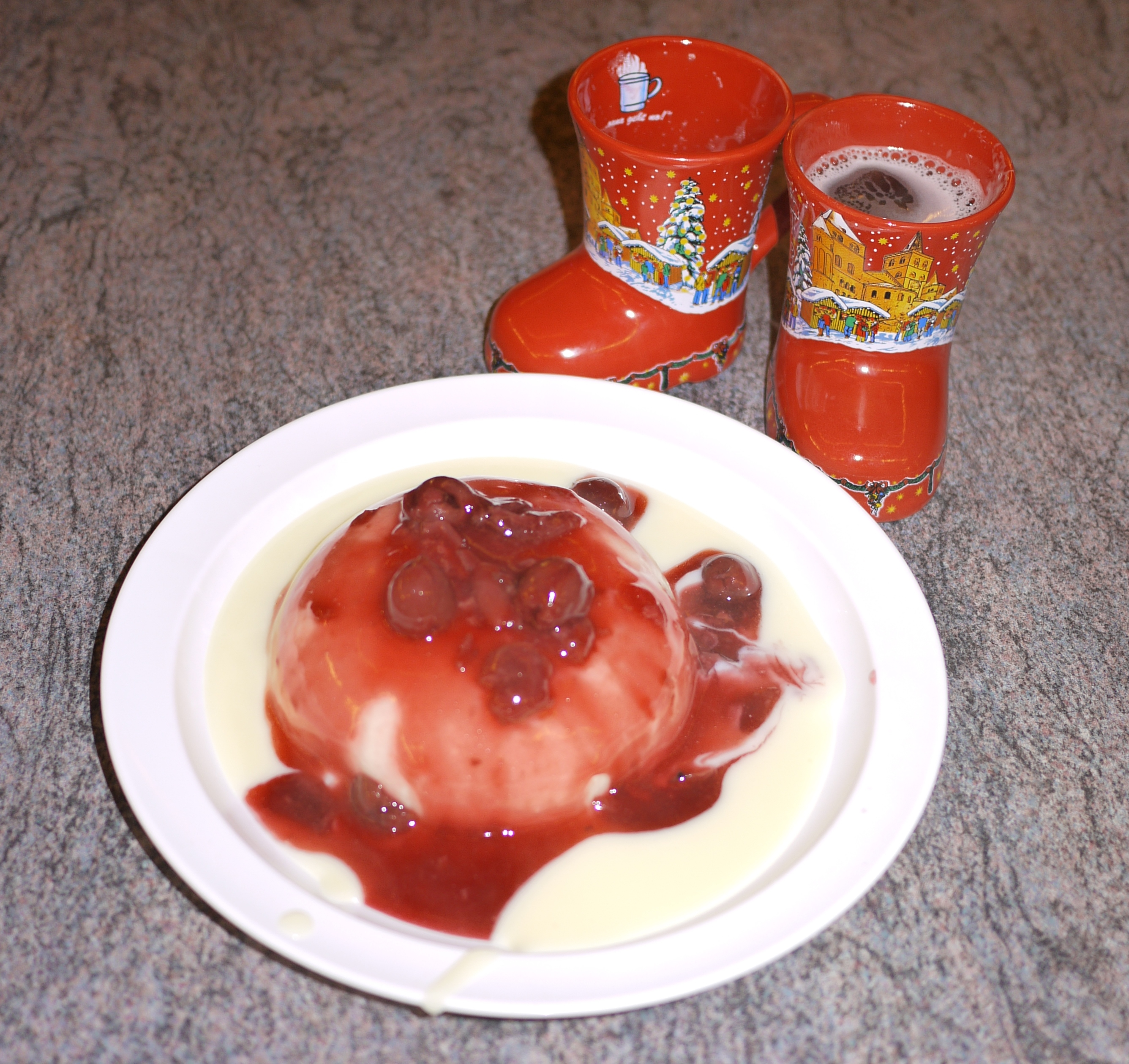
خبز البخار عيد الميلاد

خبز البخار أو زلابية البخار (أو على البُخار) هي زلابية تؤكل وجبة أو حلوى في ألمانيا والنمسا وسويسرا وفرنسا (في الألزس والموزيل). وهو طبق نموذجي في جنوب ألمانيا.